# フランクレポート
フランクレポート (Franck Report) は1945年6月11日にシカゴ大学に設けられた7人の科学者による委員会が、原子エネルギー、特に原子爆弾の社会的、政治的影響を検討して大統領の諮問委員会に提出した報告書である。 報告書では、戦後の核管理体制実現の重要性とともに、日本に対する原子爆弾の無警告での使用に反対していたが、提議は拒絶された。
正式なタイトルは『政治的・社会的問題に関する委員会報告』(Report of the Committee on Political and Social Problems) であるが、委員会の委員長ジェイムス・フランクの名をとって、フランクレポートもしくはフランク報告と呼ばれている。

## 内容の概略
報告書は5000語弱、5つの節からなり、はじめに、マンハッタン計画に参加した科学者という特殊な立場にいることによって「残りの人類はまだ気づいていない深刻な危機を知った少数の市民の立場にある」ためここでの提案を促すことが、他の人々への自らの責任であるとする。
その上で報告書は科学的知見に基づいて戦後に訪れるであろう世界予測を行う。 そこでは、基礎的科学知識が共有され、またウランも独占はできないため、どんなに機密性を保持したとしてもアメリカの優位が「数年以上我々を守り続けることができると望むのはばかげたことである」として、核兵器のアメリカによる独占状態も長くは続かないだろうとした。 また核兵器にはそれを防ぐ有効な手段を提供できず、結局、核戦争の禁止協定のような国家間の国際的合意を行うことのみが戦後の核開発競争と核戦争の危険を防止できるとした。
報告書はこの国際的合意の締結のために、「核兵器を世界に向けて初めて明らかにする手段が大きな、おそらくは運命的な重要性を帯びる」とする。 こうした合意を行うためには相互信頼が重要であるにもかかわらず、日本に対する予告なしの原爆使用は他国からの信頼を失い、国際的な核兵器管理の合意形成が困難になるであろうとしている。 それに代わって報告書では、無人地域でのデモンストレーション実験を行うこと、もしくは爆弾を使用せずできるだけ長くそれを秘匿しておくことによって、核兵器の国際的な管理体制を作り上げるよう訴えている。

## 経緯
第二次世界大戦中のアメリカの原子爆弾製造プロジェクトであるマンハッタン計画において、シカゴ大学にあった冶金研究所 (Metallurgical Laboratory, Met Lab) は原子炉の作成とそれによるプルトニウムの生産の実証を担っており、計画初期において重要な役割を果たした。 ただし原爆に使用される大規模なプルトニウムの生産と精製とは、これとは別にデュポン社がワシントン州のハンフォード・サイトで行うこととなっていたため、ハンフォードの施設が軌道に乗り始めるとともにシカゴの科学者たちには時間的余裕が生ずることになった。
当初、機密性の保持の問題から、原爆のもつ政治的・社会的意味を科学者間でおおっぴらに議論することは難しかったが、1945年春になると、ナチス・ドイツが原爆を作成していないことが明らかとなり、またその敗北も時間の問題と思われるようになったため、こうした空気は実質的に和らぐことになった。 こうした条件下で、冶金研究所の科学者の中から原爆が日本に対して使われることに対する懸念が表明され始めることになった。 とりわけ最も活動的であったレオ・シラードは5月末に後の国務長官ジェームズ・F・バーンズを訪問して持論を展開するなどした。
一方、ヘンリー・スティムソン陸軍長官は、1945年5月に戦時および戦後における核エネルギーに関する諸事項を議論するため、暫定委員会と名づけられた秘密の委員会を組織していた。 冶金研究所を統率していた物理学者アーサー・コンプトンはこの委員会の4人の科学顧問団 (Scientific Panel) の一人であった。 コンプトンは冶金研究所内で高じてきた混乱を納めるため、6月の始めに研究所の科学者からなるいくつかの委員会を組織し、その報告書を科学顧問団で討議し、討議結果を暫定委員会に報告することを約束した。
このうちジェイムス・フランクを委員長とし、爆弾の政治的・社会的影響を議論し報告する委員会がフランクレポートを作成することとなった。 この政治的・社会的問題に関する委員会、通称フランク委員会のメンバーは全7名であり、フランクの他は、ドナルド・ヒューズ (Donald J. Hughes)、ジェイムス・ニクソン (James J. Nickson)、ユージン・ラビノウィッチ、グレン・シーボーグ、J.C. スターンズ (J.C. Stearns)、そしてレオ・シラードから成っていた。
報告書はコンプトンがシカゴを去る6月14日までに準備せねばならなかった。 委員長のフランクは報告書の草稿の執筆をドイツ時代からの同僚であり英語の文書記述にも長けたラビノウィッチに依頼し、自らの一枚の走り書きを手渡した。 当初こうして完成した草稿は、ほぼ核エネルギーの管理の問題だけを扱ったものであった。 この草稿を読んだシラードは、ラビノウィッチに対して原爆の無人地域でのデモンストレーションを行いそれを他国の代表に公開すべきと議論した節を挿入するよう働きかけた。 ラビノウィッチは後にこのときのことを「この問題について議論するため、ミッドウェイ〔シカゴ大学構内を抜ける大通り〕をレオ・シラードと何時間も行き来し、〔そして〕ことによると機密の壁を破り、自分たちの政府によって成されようとしていることをどう思うかを、そしてそのことに我々は賛同するのかどうかをアメリカの人々が判断できるようにするべきなのかどうかと自問しながら眠れない夜を過ごした」と述懐している。 こうして短い期間の内にフランクの名とラビノウィッチの文章とシラードのアイデアを盛り込んだ報告書が完成した。 フランクは6月11日の日付のあるこの報告書を携えてワシントンD.C.行きの列車に乗り、暫定委員会の委員長スティムソン長官のオフィスへと直接届けている。
フランク以下の科学者が知るところではなかったが、暫定委員会では5月31日にすでに原爆の使用方法の問題を議論し、爆弾を日本の都市に対して無警告で使用するという決定が下されていた。 その後届けられたフランクの報告書がどの程度の影響を及ぼしたのか詳しいことについては意見が分かれているものの、6月16日にコンプトンと、アーネスト・ローレンス、ロバート・オッペンハイマー、エンリコ・フェルミからなる科学顧問団の会合が開かれ、そこではデモンストレーションを求める意見が一部の科学者の間にあるとした上で「我々は戦争の終結をもたらしそうな技術的デモンストレーションを提案できず、直接の軍事的使用以外の受け入れ可能な代替案は見出せない」と結論付けられた。 この科学顧問団の報告は6月21日の暫定委員会で議論され、フランクレポートの提案は拒絶されることになった。
科学顧問団の一員のオッペンハイマーは後にデモンストレーションについて「あの当時構成されていた日本政府、反戦派と好戦派に分断されていた政府が、高々度で爆発させ、わずかしか被害を与えない巨大な核の爆竹に影響されることになったかどうか自問してみれば、答えは誰でも自分と同じようなものになるだろう。分からない」と述べている。 また暫定委員会の委員で大統領特別代表であったバーンズは、あらかじめ標的を告げれば捕虜をそこにつれてくるかも知れず、またあらかじめ警告しても爆弾が失敗すれば日本の軍国主義者を安心させ、その後は降伏を含めどんな勧告も力を持たなくなるだろうと、警告を与えるべきでないとした理由について回想録で述べている。
シカゴの委員会の科学者には何らの返答ももたらされず、強い無力感を残すことになった。 ラビノウィッチは、このときみなに共有された感情を「自分たちが防音壁のようなものに囲まれており、ワシントンに手紙を書いても誰かに語りかけても何らの反応も戻ってこない」ようだと表現し、「ミシガン湖に報告書を投げ入れてしまってもよかった」と感じたと後に語っている。 こうして7月になってもフランクやラビノウィッチはなおも返答を待ち続けたが、シラードはその後も原爆の直接使用に反対する活動を継続し、大統領に宛てた請願書に署名を集めるなどした。 しかし結局、8月6日に広島、次いで9日には長崎にも原爆投下されることになった。
フランクレポートは日本への原爆の直接の投下と戦後の核軍備競争を防ぐことはなかったが、雑誌『原子力科学者会報』を発行し、またパグウォッシュ会議の実現に尽力したラビノウィッチをはじめ、この活動は戦後の科学者による核軍備競争に対する政治的・社会的活動のひとつのきっかけを作ることとなった。